# Przebendówko
Przebendówko (do 31 grudnia 2007 roku Przebędówko – przysiółek osady Przebendowo (kaszb. Przébendowkò) w Polsce, położony w województwie pomorskim, w powiecie wejherowskim, w gminie Choczewo, nad rzeką Chełst, w pobliżu drogi wojewódzkiej nr 213. Wchodzi w skład sołectwu Choczewko.
W latach 1975–1998 przysiółek położona była w województwie gdańskim.